# LAN Express
LAN Express – chilijska linia lotnicza z siedzibą w Santiago. Głównym węzłem jest port lotniczy Santiago de Chile.